# تک‌آهنگ

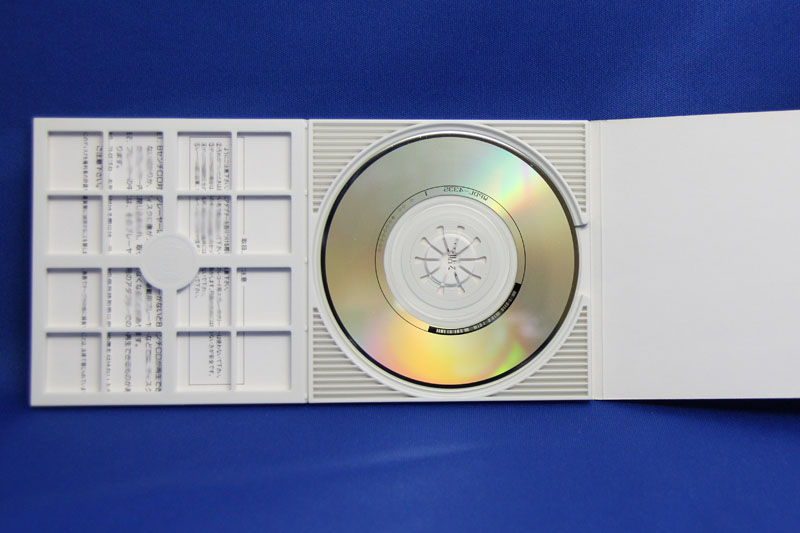
تک‌آهنگ

تک‌آهنگ یا قطعه موسیقی تک (به انگلیسی: Single Track) به قطعه‌های موسیقی «جدا از آلبوم موسیقی» گفته می‌شود که خوانندگان منتشر می‌کنند. تک‌آهنگ در واقع ترانه‌ای است که جدا از یک آلبوم منتشر می‌شود اگرچه آن ترانه معمولاً در یک آلبوم نیز حضور دارد. به‌طور معمول، این ترانه‌ها برای مصارف تبلیغاتی مانند دانلود دیجیتال یا پخش رادیویی تجاری پخش می‌شوند و انتظار می‌رود از محبوب‌ترین ترانه‌های آلبوم باشند. تک‌آهنگ می‌تواند در فرمت‌های مختلف برای فروش در دسترس عموم قرار گیرد. در مواردی نیز ممکن است تک‌آهنگ آلبوم نداشته باشد.
علیرغم اینکه تک‌آهنگ قاعدتاً باید یک ترانه باشد، در عصر دانلود موسیقی تک‌آهنگ‌ها می‌تواند حتی شامل سه ترانه نیز باشد. آی‌تیونز استور، بزرگ‌ترین توزیع‌کننده موسیقی دیجیتال، تقریباً سه آهنگ که هر کدام کمتر از ده دقیقه باشند را به‌عنوان تک‌آهنگ می‌پذیرد.

## پیوندهای مرتبط
- نسخهٔ نمایشی
- آلبوم چندآهنگه
- آلبوم پرآهنگ
- آلبوم استودیویی
- آلبوم زنده
- آلبوم ریمیکس
- آلبوم مفهومی
- آلبوم موسیقی متن
- آلبوم گردآوری‌شده
- مجموعه جعبه‌ای